# Međunarodno udruženje za razvoj
Međunarodno udruženje za razvoj (engleski: International Development Association, IDA, francuski: Association internationale de développement) međunarodna je financijska institucija koja nudi koncesijske kredite i potpore najsiromašnijim zemljama u razvoju. IDA je članica Grupe Svjetske banke sa sjedištem u Washingtonu, DC, Sjedinjene Države. Osnovana je 1960. godine kao dopuna postojećoj Međunarodnoj banci za obnovu i razvoj davanjem zajmova zemljama u razvoju s najnižim bruto nacionalnim dohotkom, problematičnom kreditnom sposobnošću ili najnižim dohotkom po glavi stanovnika. Međunarodno udruženje za razvoj i Međunarodna banka za obnovu i razvoj zajedno su poznate kao Svjetska banka, budući da slijede isto izvršno vodstvo i rade s istim osobljem.
Dijeli misiju Svjetske banke da smanji siromaštvo i ima za cilj osigurati pristupačno financiranje razvoja zemljama čiji je kreditni rizik toliko nizak da si ne mogu priuštiti komercijalno zaduživanje ili druge programe Banke. IDA-in deklarirani cilj je pomoći najsiromašnijim zemljama u bržem, pravednijem i održivijem rastu u smanjenju siromaštva. IDA je najveći pojedinačni donator sredstava za projekte ekonomskog i ljudskog razvoja u najsiromašnijim zemljama svijeta. Od 2000. do 2010. financirali su se projekti koji su zaposlili i obučili 3 milijuna učitelja, cijepili 310 milijuna djece, financirali 792 milijuna dolara u zajmovima za 120.000 malih i srednjih poduzeća, izgradili ili obnovili 118.000 kilometara asfaltiranih cesta, izgradili ili obnovili 1.600 mostova, te proširili pristup vodi za 113 milijuna ljudi i poboljšanim sanitarnim objektima za 5,8 milijuna ljudi. IDA je izdala ukupno 238 milijardi dolara u zajmovima i potporama od svog osnutka 1960. Trideset i šest zemalja koje su se zadužile prešlo je prag ispunjavanja uvjeta za njezino koncesijsko kreditiranje. Međutim, devet od tih zemalja imalo je manje uspješan razvoj.